# Es Revellar
Es Revellar és una possessió del terme municipal de Campos, Mallorca situada entre l'hort des Revellar Nou, el d'en Bestard, Es Revallaret i s'Alqueria Roja. El 1691 n'era propietari Joan Mesquida i confrontava amb la possessió de Ses Sitjoles i amb les de Son Mesquida i Son Marrano del terme de Llucmajor. Tenia cases i molí de sang. Era dedicada a vinyes, conreu de cereals i ramaderia porquina.

## Construccions
Les cases de la possessió presenten una façana principal orientada a xaloc, dividida en quatre cossos. L'edifici s'estructura en dos aiguavessos i dues plantes d'alçat. El bloc principal (el segon per l'esquerra) presenta portal forà rodó. Al costat esquerre trobam dues finestres amb ampit i l'arrencada d'una escala adossada sobre una rafa que puja fins al pis superior. A ambdós costats del portal superior s'obren sengles finestres amb ampit. A l'esquerra trobam el primer bloc disposat transversalment. Cap a xaloc s'obre un portal d'arc rebaixat, d'ampla llum. A la dreta del portal forà s'alça el tercer bloc, amb disposició també transversal. A la planta baixa compta amb una estructura afegida dividida en dues parts: una que serveix com a accés a les cases i la segona que alberga una premsa de vi. Al pis superior podem veure diverses finestres amb ampit. La façana està referida de blanc. A la dreta trobam el darrer bloc, que mostra un aparell de tipus rústic, amb un portalet d'arc escarser. En el lateral de l'edifici hi trobam una rafa.